# Пэй Цзиньцзя
Пэй Цзиньцзя (кит. 裴金佳, род. август 1963, Аньси, Фуцзянь) — китайский государственный и политический деятель, министр по делам ветеранов КНР с 24 июня 2022 года.
Ранее заместитель заведующего Канцелярией по делам Тайваня при Госсовете КНР (2018—2022), секретарь парткомов КПК городов Сямынь (2016—2018) и Наньпин (2012—2015), мэр Сямыня и Наньпина в 2015—2016 и 2010—2012 годах соответственно.
Кандидат в члены ЦК КПК 19-го созыва, член Центрального комитета Компартии Китая 20-го созыва.

## Биография
Родился в августе 1963 года в уезде Аньси, провинция Фуцзянь.
В 1982 года принят в Финансово-экономический институт Цзимэй (ныне Университет Цзимэй), учился по специальности «финансы и бухгалтерский учёт». После окончания вуза принят сотрудником финансового отдела мэрии города Сямынь. В декабре 1990 года вступил в Коммунистическую партию Китая. В том же месяце назначен заместителем начальника финансового управления сямыньского района Кайюань, четыре года спустя возглавил это управление. В январе 1994 года вступил в должность заместителя главы округа Кайюань, с января 1999 года — глава администрации округа Кайюань. В сентябре 2003 года назначен секретарём парткома КПК сямыньского района Сымин. В мае 2006 года избран заместителем мэра города Сямынь.
С октября 2010 года — мэр города Наньпин, затем с декабря следующего года — секретарь наньпинского горкома КПК.
В феврале 2015 года утверждён в должности мэра Сямыня, а в сентябре 2016 года возглавил горком КПК города Сямынь и вошёл в состав Постоянного комитета парткома КПК провинции Фуцзянь.
В ноябре 2018 года переведён в Пекин на должность заместителя заведующего Канцелярией по делам Тайваня при Госсовете КНР, в ноябре следующего года — секретарь партотделения КПК Канцелярии по совместительству.
В апреле 2022 года избран секретарём партийного отделения КПК Министерства по делам ветеранов КНР. 24 июня 2022 года решением 35-й сессии Постоянного комитета Всекитайского собрания народных представителей 13-го созыва утверждён в должности министра по делам ветеранов КНР.